# سلول‌های مرده
سلول‌های مرده (انگلیسی: Dead Cells) یک بازی ویدئویی است که توسط Motion Twin و در سال ۲۰۱۸ و در پلت‌فرم‌های مایکروسافت ویندوز، نینتندو سوئیچ، مک‌اواس، لینوکس، پلی‌استیشن ۴، و اکس‌باکس وان منتشر شده‌است.